# Rohrsen (Dolna Saksonia)
Rohrsen – miejscowość i gmina w Niemczech w kraju związkowym Dolna Saksonia, w powiecie Nienburg (Weser), siedziba gminy zbiorowej Heemsen.